# باکی بارنز
باکی (به انگلیسی: Bucky) عنوان چندین شخصیت خیالی ابرقهرمان در کتاب‌های مصور شرکت مارول کامیکس است، که اغلب به عنوان یک شخصیت وابسته در کنار کاپیتان آمریکا حضور دارد. باکی اولیه با نام اصلی جیمز بکانان «باکی» بارنز توسط جو سایمن و جک کربی خلق شده‌است که برای اولین بار در شماره ۱ از مجموعه کامیک‌های کاپیتان آمریکا (مارس ۱۹۴۱) معرفی شد. در سال ۲۰۰۵ باکی که تصور می‌شد مرده‌است، با نام سرباز زمستان که یک شخصیت ضدقهرمان است و به عنوان آدمکشی که شست‌وشوی مغزی شده‌است بازمی‌گردد و در نهایت نقش جزئی شخصیت کاپیتان آمریکا را پس از مرگ فرضی استیو راجرز ایفا می‌کند.
سباستین استن نقش شخصیت باکی بارنز را در فیلم کاپیتان آمریکا: نخستین انتقام‌جو (۲۰۱۱)، و همچنین به عنوان شخصیت سرباز زمستان در فیلم‌های کاپیتان آمریکا: سرباز زمستان (۲۰۱۴) و کاپیتان آمریکا: جنگ داخلی (۲۰۱۶)،  و انتقام‌جویان: جنگ ابدیت (۲۰۱۸) و انتقام جویان:پایان بازی (۲۰۱۹) به ایفای نقش پرداخته‌است. وی در مینی سریال فالکون و سرباز زمستان نیز نقش آفرینی کرده‌است.